# Le Conte de Cendrillon
Pour les articles homonymes, voir Cendrillon (homonymie).
Pour plus de détails, voir Fiche technique et Distribution.
Le Conte de Cendrillon (en russe : Золушка) est un film pour enfants soviétique de Nadejda Kocheverova et Mikhaïl Chapiro (ru) sorti en 1947,. Initialement réalisé en noir et blanc, il est colorisé en 2009.

## Synopsis
Le film se déroule dans un royaume de conte de fées, dont les habitants se préparent à un bal. Le matin, le roi (Erast Garine) vérifie l'état de préparation de tous les services du palais et, au cours d'une tournée d'inspection, il rencontre un garde forestier (Vassili Merkouriev). Au cours de leur conversation, il apparaît clairement que le garde forestier et sa fille Cendrillon (Ianina Jeïmo) souffrent du despotisme de la marâtre (Faïna Ranevskaïa), qui aime ses deux « bébés » autochtones Anna et Marianne (Jelena Jungier, Tamara Sezenevskaïa (ru)), mais qui, en même temps, « tire les ficelles » de son mari et de sa belle-fille. Le roi invite le garde forestier à un bal avec Cendrillon, l'assurant qu'il y aura le soir « un festin qui vous fera oublier tous vos malheurs ».
Pendant ce temps, Cendrillon, qui s'occupe des tâches ménagères, se dit que sa belle-mère et ses demi-sœurs danseront et mangeront des glaces au bal, tandis qu'elle ne pourra, au mieux, que rester sous les fenêtres du palais et regarder les festivités de loin. L'appel de l'héroïne aux « bonnes âmes » qui l'aideraient à changer sa vie est entendu : au crépuscule, la Fée marraine (Varvara Miasnikova) apparaît devant la jeune fille ; la fée est accompagnée d'un jeune page (Igor Klimenko (ru)). À l'aide d'une baguette magique, la fée transforme une citrouille en carrosse de Cendrillon, des souris en quatre chevaux et un rat en cocher. Au lieu de la pauvre robe de vagabonde, l'héroïne se retrouve vêtue d'une robe de bal. Le page lui offre des pantoufles de cristal. Tout en accompagnant l'héroïne au bal, la fée lui conseille vivement de rentrer au plus tard à midi, car à minuit exactement, la belle robe de Cendrillon redeviendra son ancienne robe sale, et les chevaux se transformeront à nouveau en souris.
Le roi, qui rencontre Cendrillon sur les marches du palais, est sincèrement charmé par la nouvelle invitée, et le prince (Alekseï Konsovski) a la coup de foudre pour la « mystérieuse et belle inconnue ». Tandis que la marâtre, Anna et Marianne font tout pour s'attirer les grâces de la seigneurie, Cendrillon, qu'elles ne reconnaissent pas, se sent comme un poisson dans l'eau au milieu des festivités. Soudain, le page apparaît devant elle et l'avertit que le roi a ordonné de reculer d'une heure toutes les horloges du palais. Cendrillon a le temps de remercier le Prince pour sa gentillesse et son attention, et se précipite sur les marches de marbre.
Une pantoufle de cristal miniature qui a glissé du pied de l'héroïne est la seule chose qui reste au Prince. Le roi, qui organise la recherche d'une inconnue, annonce que la jeune fille qui s'adaptera à la pantoufle deviendra la fiancée du prince. Lorsque le caporal du roi (Sergueï Filippov), qui est en train d'ajuster la pantoufle, se présente à la maison du garde forestier, Cendrillon, à la demande de la marâtre, met la pantoufle sur le pied de sa demi-sœur Anna. Le roi, cependant, refuse de reconnaître Anna comme la fiancée de son fils. Pendant ce temps, le garde forestier amène la têtue Cendrillon au palais et, tout en parlant au roi, sort la deuxième pantoufle de sa poche. À la fin du film, Cendrillon et le prince expliquent leur relation et le roi prédit qu'ils auront « une fille comme Cendrillon », que le garçon de page épousera en temps voulu.

## Fiche technique
- Titre : Le Conte de Cendrillon[4]
- Titre original : Zolouchka
- Réalisation : Nadejda Kocheverova
- Scénario : Evgueni Schwarz
- Photographie : Evgueni Chapiro (ru)
- Directeur artistique : Isaak Makhlis (ru)
- Musique : Antonio Spadavecchia
- Son : Alexandre Ostrovski
- Producteur : Lenfilm
- Pays :  Union soviétique
- Langues : russe
- Dates de sortie : 
  - Union soviétique : 16 mai 1947
  - France : 24 mars 1948

## Distribution
- Ianina Jeïmo : Cendrillon
- Faïna Ranevskaïa : la marâtre
- Erast Garine : le roi
- Vassili Merkouriev : le garde forestier, le père de Cendrillon
- Alekseï Konsovski : le prince
- Varvara Miasnikova : fée marraine
- Jelena Jungier : Anna, fille ainée de la marâtre
- Tamara Sezenevskaïa (ru) : Mariana, fille cadette de la marâtre
- Sergueï Filippov : messager
- Igor Klimenko (ru) : le page
- Alexandre Roumnev (ru) : le marquis